# Щитники (Познанський повіт)
Щитники (пол. Szczytniki, нім. Kreutzrunde) — село в Польщі, у гміні Курник Познанського повіту Великопольського воєводства.
Населення — 1000 осіб (2011).
У 1975-1998 роках село належало до Познанського воєводства.

## Демографія
Демографічна структура станом на 31 березня 2011 року:
|          | Загалом | Допрацездатний вік | Працездатний вік | Постпрацездатний вік |
| -------- | ------- | ------------------ | ---------------- | -------------------- |
| Чоловіки | 486     | 148                | 320              | 18                   |
| Жінки    | 514     | 158                | 309              | 47                   |
| Разом    | 1000    | 306                | 629              | 65                   |